# 염정미
염정미(1972년 12월 20일~ 는 대한민국의 가수이다.

## 방송
- 2020년 히든싱어 6 출연

## 음반[1]
- 2016년 염정미 싱글 1집
- 2017년 모르시나봐/산책/펼칠거야